# Joaquim José Luís de Sousa
Joaquim José Luís de Sousa (? — 1848) foi um político brasileiro.

## Vida
Foi presidente da província de São Paulo, de 27 de janeiro a 25 de novembro de 1843.